# 帕契科 (加利福尼亞州)
帕契科（英語：Pacheco）是位於美國加利福尼亞州康特拉科斯塔縣的一個人口普查指定地區。

## 地理
帕契科的座標為37°59′01″N 122°04′31″W / 37.98361°N 122.07528°W，而該地最高點為海拔高度23米（即75英尺）。

## 人口
根據2010年美國人口普查的數據，帕契科的面積為1.917平方千米，當中陸地面積為1.917平方千米，而水域面積為0.000平方千米。當地共有人口3685人，而人口密度為每平方千米1,922人。